# C'est à Mayerling
Singles de Mireille Mathieu
Les bicyclettes de Belsize
(1968) La Première Étoile
(1969)
 C'est à Mayerling  est une chanson de Mireille Mathieu datant de 1968. Cette chanson est la bande originale du film Mayerling sorti la même année.